# Nāḩiyat Ra's al Khashūfah
Nāḩiyat Ra's al Khashūfah (arabiska: ناحية رأس الخشوفة) är ett subdistrikt i Syrien.   Det ligger i provinsen Tartus, i den västra delen av landet, 150 km norr om huvudstaden Damaskus.
Trakten runt Nāḩiyat Ra's al Khashūfah består till största delen av jordbruksmark. Runt Nāḩiyat Ra's al Khashūfah är det tätbefolkat, med 427 invånare per kvadratkilometer.